# Ngandeu Weyinjam
Ngandeu Weyinjam (3 de febrero de 1986) es una deportista camerunesa que compitió en judo.
Ganó una medalla de plata en los Juegos Panafricanos de 2011, y dos medallas en el Campeonato Africano de Judo, plata en 2010 y bronce en 2011.

## Palmarés internacional
| Juegos Panafricanos | Juegos Panafricanos | Juegos Panafricanos | Juegos Panafricanos |
| Año                 | Lugar               | Medalla             | Categoría           |
| ------------------- | ------------------- | ------------------- | ------------------- |
| 2011                | Maputo (Mozambique) | Medalla de plata    | –52 kg              |
| Campeonato Africano |                     |                     |                     |
| Año                 | Lugar               | Medalla             | Categoría           |
| 2010                | Yaundé (Camerún)    | Medalla de plata    | –52 kg              |
| 2011                | Dakar (Senegal)     | Medalla de bronce   | –52 kg              |